# Theo Bemelmans

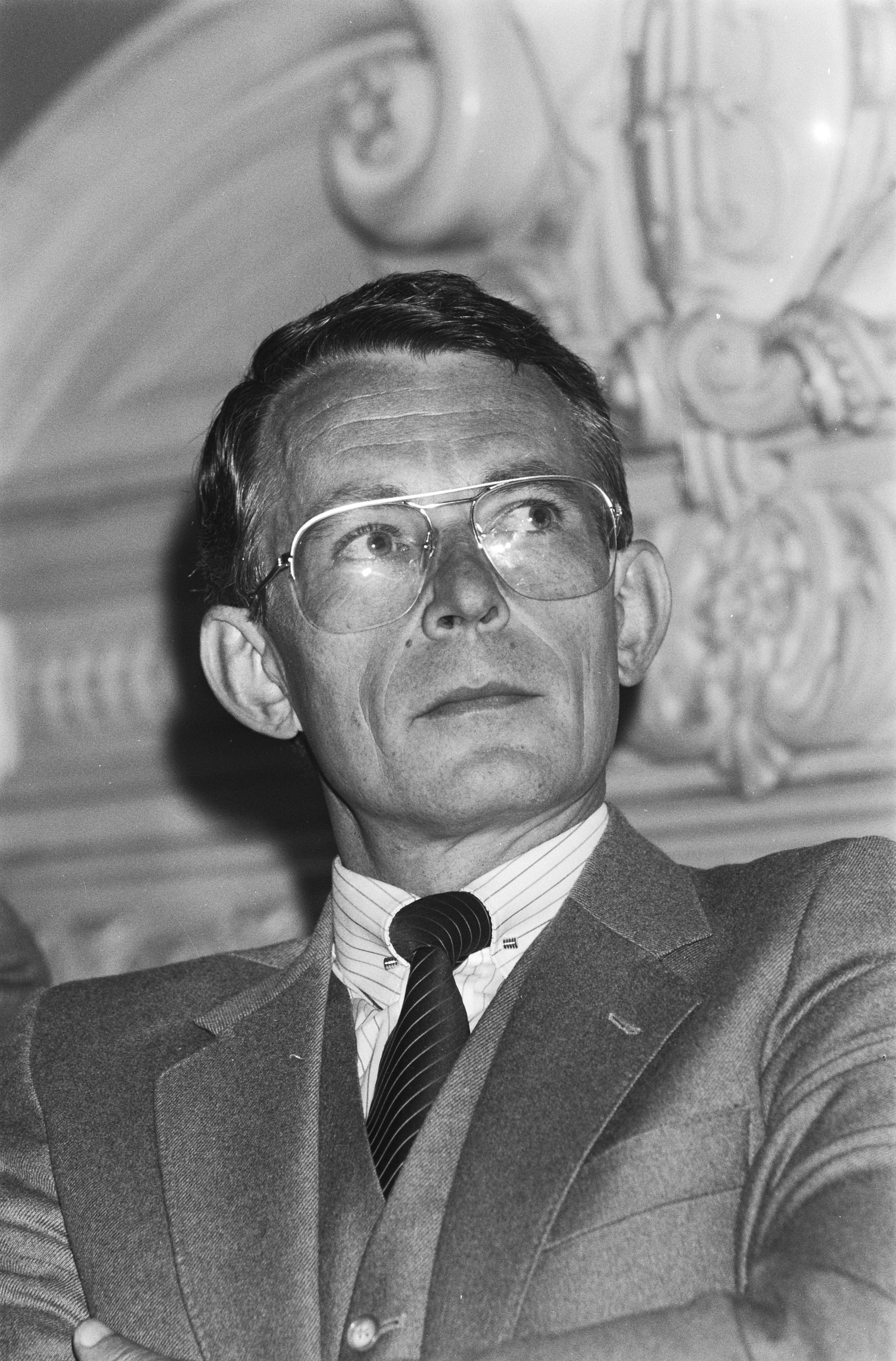
Prof. Bemelmans, 1984.

Theodorus Maria Aloysius (Theo) Bemelmans (1943) is een Nederlandse informatiekundige en tot 2004 hoogleraar Bestuurlijke Informatiesystemen en Automatisering aan de Technische Universiteit Eindhoven (TU/e).

## Levensloop
Theo Bemelmans studeerde in de periode 1963-1968 Bedrijfseconometrie aan de Katholieke Universiteit Brabant, en promoveerde daar in 1976 bij prof. P. Verheyen op het proefschrift "Researchplanning in de Onderneming".
Van 1973 tot 1978 werkte hij bij Océ te Venlo, aanvankelijk als informatiemanager, later als controller in het directieteam van de divisie Tekenkamer. Vanaf 1978 werkte hij aan de Technische Universiteit Eindhoven, eerst als lector daarna tot 1 maart 2004 als hoogleraar Bestuurlijke Informatiesystemen en Automatisering aan de faculteit Technologie management. Sinds 2004 is hij met emeritaat en is hij deeltijds verbonden aan de stichting Het Expertisecentrum in Den Haag.
Bemelmans vervulde tal van bestuurlijke functies, zowel binnen als buiten de universiteit. In 1978 heeft hij de vakgroep Bestuurlijke Informatie Systemen en Automatisering opgericht. Later was hij vice-decaan en decaan van de faculteit Technische bedrijfskunde, later Technologie management, en bereidde mede de studierichting Informatica aan de TU/e voor. Hij was als wetenschappelijk directeur van het Instituut voor Perceptie Onderzoek (IPO) een van de grondleggers van de ontwerpersopleiding "User System Interaction". Ook was hij bestuurslid bij het Nederlands Genootschap voor Informatica, bij de VRI en bij de Stichting Informatica Onderzoek Nederland. Hij was curator bij het Mathematisch Centrum Amsterdam en bij de KMA te Breda. Van 1986 tot 1995 is Bemelmans daarnaast deeltijdse partner geweest bij Twijnstra en Gudde NV. Sinds 2002 is Bemelmans betrokken bij de Radboudstichting, respectievelijk als lid en voorzitter van de Raad van Advies voor de wetenschappelijke taken en als lid van het Algemeen Bestuur.
Bemelmans begeleidde ruim dertig promovendi, en was bij vele andere promoties betrokken als commissielid. Tot zijn promovendi behoren prof. Jan Grijpink en prof. Jan Dietz. In 2004 bij zijn afscheid op de TU/e te Eindhoven kreeg Theo Bemelmans een Koninklijke onderscheiding en is benoemd tot Ridder in de Orde van Oranje-Nassau.

## Werk
Bemelmans' belangrijkste interessegebieden zijn informatiestrategie en –beleid, methoden voor systeemontwikkeling, kosten/batenanalyses, projectmanagement en kwaliteit van informatiesystemen.

### Bestuurlijke informatiesystemen
In 1982 publiceerde Bemelmans het boek "Bestuurlijke informatiesystemen en automatisering" waarmee hij in Nederland een van de eerste overzichten presenteerde van de bestuurlijke informatiekunde. Het is uitgegroeid tot een standaardwerk op dit gebied.

### De Ober strategie
Een onderdeel van de bestuurlijke informatiekunde is de informatiebehoeften analyse of kortweg informatie analyse. Een van de aanpakken voor informatie-analyse in Bemelmans boek, is de zogeheten oberstrategie. Dit is een van de vier strategieën voor het bepalen van de informatiebehoefte:
- Ober strategie: rechtstreeks vragen naar de informatie die de gebruiker nodig heeft.
- Referentie strategie: uit een bestaand informatiesysteem de informatiebehoefte afleiden.
- Ontwikkel-zelf strategie: het verkrijgen van de gewenste informatie door een analyse van de gebruiker.
- Evolutionaire strategie: de informatiebehoefte ontdekken door te experimenteren met een zich ontwikkelend informatiesysteem.

In de ober strategie, wordt aan de gebruiker gevraagd welke informatiebehoefte hij heeft. Een misverstand bij het vaststellen van de informatiebehoefte is de aanname dat een manager precies kan aangeven welke informatie hij nodig heeft. Andere belangrijke nadelen van deze methode zijn:
- de status quo wordt vastgelegd zonder dat rekening gehouden wordt met mogelijke veranderingen in de informatiebehoefte.
- het levert een omvangrijke hoeveelheid informatie op, waarin moeilijk structuur is te ontdekken; en
- gebruikers hebben de neiging bij het aangeven van de informatiebehoeften zich te veel te concentreren op de recente problemen in plaats van op de ‘grote lijn’, men kan moeilijk afstand nemen van de problemen van vandaag.

### Referentiemodellen
Het ontwerpen en bouwen van een informatiesysteem versneld worden, door uit te gaan van reeds bestaande ideeën over hoe een bepaalde organisatie in elkaar zit, hoe de bedrijfsprocessen daarin zijn, welke gegevens gebruikt worden en welke functionaliteit vereist wordt. Bemelmans heeft hiertoe een beperkte classificatie ontworpen van soorten organisaties:
- bedrijven zonder fysisch omzettingsproces
- bedrijven met een fysisch omzettingsproces (industriële bedrijven): met een homogene massaproductie, heterogene massaproductie of een stuk- en seriestukproductie
- agrarische en extractieve bedrijven
- dienstverlenende bedrijven
- financiële instellingen

Elk type organisatie heeft eigen specifieke informatiebehoeften, al naargelang de aard van het primaire transformatiesysteem. Bemelmans stelt verder, dat men niet één allesomvattende verzameling functionele eisen kan bedenken, die van toepassing is op alle soorten organisaties. Men kan wel degelijk een bepaald
"rompsysteem" als standaard afspreken, waarna elke individuele organisatie op basis van dat
rompsysteem een eigen informatiesysteem kan ontwikkelen.

### Informeren en communiceren
In zijn afscheidsrede "Informeren en communiceren" in 2004 stelt Bemelmans , dat informatiesystemen zijn in de loop der jaren qua accent verschoven naar communicatiesystemen, bedoeld om allerlei vormen van samenwerking te ondersteunen. Samenwerking blijkt echter moeilijk, ook op informatiegebied. Kritische factoren hier zijn de slaag- en faalfactoren op dit gebied, het realistisch toetsen of een project wel of niet een brug te ver is, en de vraag wat ICT daadwerkelijk heeft te bieden in allerlei samenwerkingsverbanden binnen en tussen organisaties?

## Publicaties
Bemelmans schreef enkele boeken en tal van artikelen. Een selectie:
- 1976. Researchplanning in de onderneming
- 1982. Bestuurlijke informatiesystemen en automatisering
- 1984.  Beyond productivity : information systems development for organizational effectiveness : proceedings of the IFIP WG 8.2 Working Conference on Beyond Productivity : information systems development for organizational effectiveness, Minneapolis, Minnesota, U.S.A., 22-24 August, 1983. Bemelmans, Th.M.A. (redactie). North-Holland. 1984.
- 1984. Poly automatiserings zakboekje